# Dyjsko-mlýnský náhon
Dyjsko-mlýnský náhon (německy Thayamühlbach-Kanal), známý také jako Mlýnská strouha či Krhovicko-jaroslavický náhon, též jako Stará Dyje, je více než 30 km dlouhý vodní kanál nacházející se v okrese Znojmo v Jihomoravském kraji. Je to technická památka, jedno z nejstarších a nejrozsáhlejších vodních děl svého druhu na Moravě. Náhon odbočuje u obce Krhovice vpravo z řeky Dyje a vrací se do ní pod Hevlínem. Pohání mj. vodní mlýn ve Slupi.

## Historie
Písemné záznamy zmiňují vodní mlýn v Micmanicích na tomto náhonu již roku 1302. Zda náhon v té době pokračoval i do dalších obcí, není zřejmé, až do roku 1434, kdy dle písemných záznamů bylo rozhodnuto o zřízení Horního jaroslavického rybníka – mezi Slupí a Oleksovičkami. V 16. století již na tomto náhonu jsou zmiňovány mlýny tři: v té době již pusté vsi Neslovice, vodní mlýn ve Slupi (1512), vodní mlýn v obci Oleksovičky (1553). Pro zajištění stejných podmínek, různí vlastníci mlýnů, hlavně při nízké hladině v řece Dyji, museli dodržovat smluvenou výšku zadržované vody, což bylo příčinou častých sporů.
Po dokončení stavby mlýna v Jaroslavicích, po roce 1704, byl náhon prodloužen potokem Daníž, a po vysušení jaroslavického rybníka počátkem 19. století toto prodloužení bylo zachováno vybudováním části kanálu na jižní straně rybníka.
Stávající podobu má náhon od 30. let 19. století, kdy byl prodloužen od Dyjákovic po rakouské město Laa an der Thaya (Láva nad Dyjí). Město Laa an der Thaya již někdy na přelomu 16. a 17. století z obranných a hospodářských důvodů svedlo vodu ze starého hlavního koryta řeky Dyje u Hevlína do městských příkopů a na Lávský mlýn. Do počátku 18. století bylo staré koryto již natolik zanesené, že nebylo schopno odvádět vodu při jejím zvýšeném stavu a město tak začalo trpět velkou vodou. Neudržitelná situace vedla po jednání v letech 1830–1833 k rozsáhlým úpravám všech vodních toků protékajících tímto územím, v jejichž důsledku došlo k trojnásobnému prodloužení krhovicko–jaroslavického náhonu. Po úpravách protéká náhon rakouským Laa, kde sloužil a slouží k pohonu mlýna přímo v Laa a mlýna Ruhhof. Pro udržování celku regulačních děl z let 30. let 19. století, včetně mlýnského náhonu, byla vytvořena tzv. Lávská konkurence, výbor složený ze šesti moravských a čtyř dolnorakouských členů, který působil mezi lety 1894 a 1922.

## Památky a zajímavosti
- Starý Mlýn – pozůstatek zaniklé obce Neslovice.
- Vodní mlýn Micmanice – jeden z nejstarších mlýnů na tomto kanále, v současnosti ve funkci malé vodní elektrárny, osazen Kaplanovou turbínou.
- Vodní mlýn ve Slupi – národní kulturní památka, ojedinělá renesanční užitková stavba s funkční výstavou mlecí techniky a pohonu mlýna.
- Jaroslavický mlýn – Jaroslavice, kulturní památka
- Akvadukty – na rakouské straně při křížení s říčkou Pulkau a potokem Pfaffengraben

## Sídla podél toku
- Strachotice
- Micmanice
- Slup
- Oleksovičky
- Jaroslavice
- Laa an der Thaya

## Významné přítoky
(L=levý, P=pravý)
- Daníž (P), pod Jaroslavicemi
- Pfaffengraben (L), pod Laa an der Thaya